# Грегорио де Валенсиа
Грегорио де Валенсиа (лат. Gregorius de Valentia Metimnensis; исп. Gregorio de Valencia; нем. Gregor von Valencia; март 1549, Медина-дель-Кампо — 25 апреля 1603, Неаполь) — испанский теолог и философ-иезуит второй схоластики, удостоенный звания Doctor doctorum, профессор университета в Ингольштадте (Academia Ingolstadiense), наставник Франсиско Суареса после его вступления в Общество Иисуса в 1565 году.

## Биография
Грегорио де Валенсия родился в марте 1549 года, когда в Германию приехал его будущий брат по ордену Пётр Канизий. В 1564 году он начал изучать философию, право и теологию в Саламанкском университете, где 12 января 1565 года вступил в Орден иезуитов. В 1566 году Грегорио завершил новициат в Медине и продолжил обучение в Саламанке с 1566 по 1568 год. После непродолжительного пребывания в Вальядолиде он вернулся в Саламанку в 1571 году, находясь под сильным влиянием томизма, который там процветал. В том же году генерал ордена иезуитов Франсиско Борджиа призвал его в Рим, где он преподавал философию в иезуитской коллегии. После его рукоположения и смерти Борджиа его преемник Эверард Меркуриан отправил Грегорио в Германию в 1573 году. Сначала он продолжил обучение в Диллингенском университете, где одновременно преподавал. В сентябре 1573 года он получил степень лиценциата, а в октябре 1575 года — докторскую степень.
20 октября 1575 года Грегорио начал свои лекции в качестве профессора догматики и спорной теологии в Ингольштадтском университете (Academia Ingolstadiense). Он занимал эту должность в течение 17 лет и уступил кафедру своему ученику Якобу Гретсеру в 1592 году. Однако он продолжал время от времени читать лекции до 1597 года, а также исполнял обязанности декана университета. 
Умер 25 апреля 1603 года, пребывая на покое в Неаполе.

## Теология

### Анализ католической веры

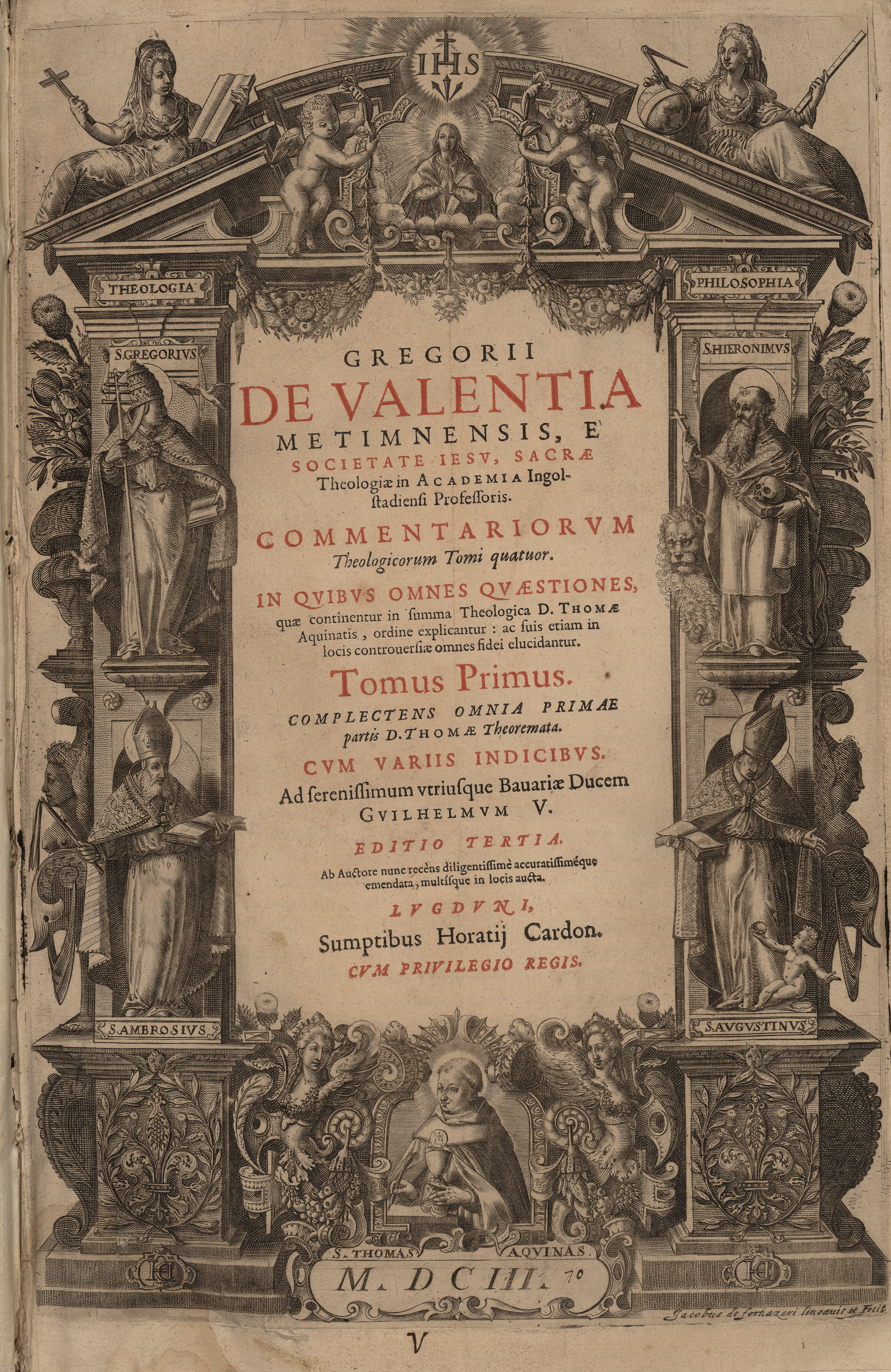
«Commentarii theologici», 1603

Грегорио де Валенсия был автором полемик, отвечая на большинство протестантских публикаций своего времени. Самым важным его сочинением такого рода, сводом всех его теологических изложений, специально приспособленных для Германии, являлась книга «Анализ католической веры» («Analysis fidei catholicae»), изданная в Ингольштадте в 1585 году, где он представлял непогрешимость папы, объяснения чего были частично приняты дословно около 300 лет спустя, на Первом Ватиканском соборе при определении догмата.

### Теологические комментарии к "Сумме теологии" Фомы Аквинского
Главным достижением Грегорио стали 4 тома «Commentarii theologici in Summam S. Thomae Aquinatis», благодаря которым он укрепил изучение теологической схоластики на немецкой земле.

## Философия

### Диспут о природе действующей благодати
В 1602 году папа Климент VIII пригласил Грегорио в экзаменационную комиссию для рассмотрения сложного спора о природе действующей благодати. Здесь Грегорио де Валенсия защищал взгляды своего собрата Луиса де Молины перед комиссией и папой, который приказал провести торжественный диспут под своим председательством, чтобы прояснить этот вопрос.

## Труды
- Analysis fidei Catholicae (1585).
- Libri quinque de Trinitate (1586).
- De reali Christi praesentia in eucharistia (1587).
- De rebus fidei hoc tempore controversis libri (1591).
- Commentariorum theologicorum tomi quatuor. In quibus omnes materiae quae continetur in Summa Divi Thomae explicantur (1591–1597).
- Commentariorum theologicorum tomi quatuor. In quibus omnes quaestiones, quae continentur in Summa Theologica D. Thomae Aquinatis, ordine explicantur: ac suis etiam in locis controversiae omnes fidei elucidantur. Tomus Primus. Complectens omnia primae partis D. Thomae Theoremata. Lugduni (1603).
- Commentariorum theologicorum. Tomus Secundus. Complectens omnia primae secundae D. Thomae Theoremata. Lugduni (1603).
- Commentariorum theologicorum. Tomus Tertius. Complectens omnia secundae secundae D. Thomae Theoremata. Lugduni (1603).
- Commentariorum theologicorum. Tomus Quartus. Complectens materias Tertiae partis, ac Suplementi D. Thomae. Lugduni (1603).